# جاي بي. رودس
جاي بي. رودس (بالإنجليزية: Jay B. Rhodes)‏ هو مهندس أمريكي، ولد في 2 مارس 1865، وتوفي في 12 أكتوبر 1931.